# Polyotidium huebneri
Polyotidium huebneri – gatunek roślin z monotypowego rodzaju Polyotidium z rodziny storczykowatych (Orchidaceae). Występuje w Ameryce Południowej w Kolumbii, Wenezueli i Regionie Północnym w Brazylii.

## Systematyka
Gatunek sklasyfikowany do podplemienia Oncidiinae w plemieniu Cymbidieae, podrodzina epidendronowe (Epidendroideae), rodzina storczykowate (Orchidaceae), rząd szparagowce (Asparagales) w obrębie roślin jednoliściennych.